# 哈比村
哈比村（英語：Hobbiton Movie Set）是紐西蘭北島的觀光景點，位於馬塔馬塔小鎮。原是《魔戒》與《哈比人》電影系列的取景地，電影結束拍攝後設立「Hobbiton Movie Set Tours」旅遊專案，由電影製片人彼得·傑克森及當地的亞歷山大（Russell Alexander）家族共同投資推出；該地便成為魔戒電影系列中唯一被完整保留下來的電影場景。

## 歷史

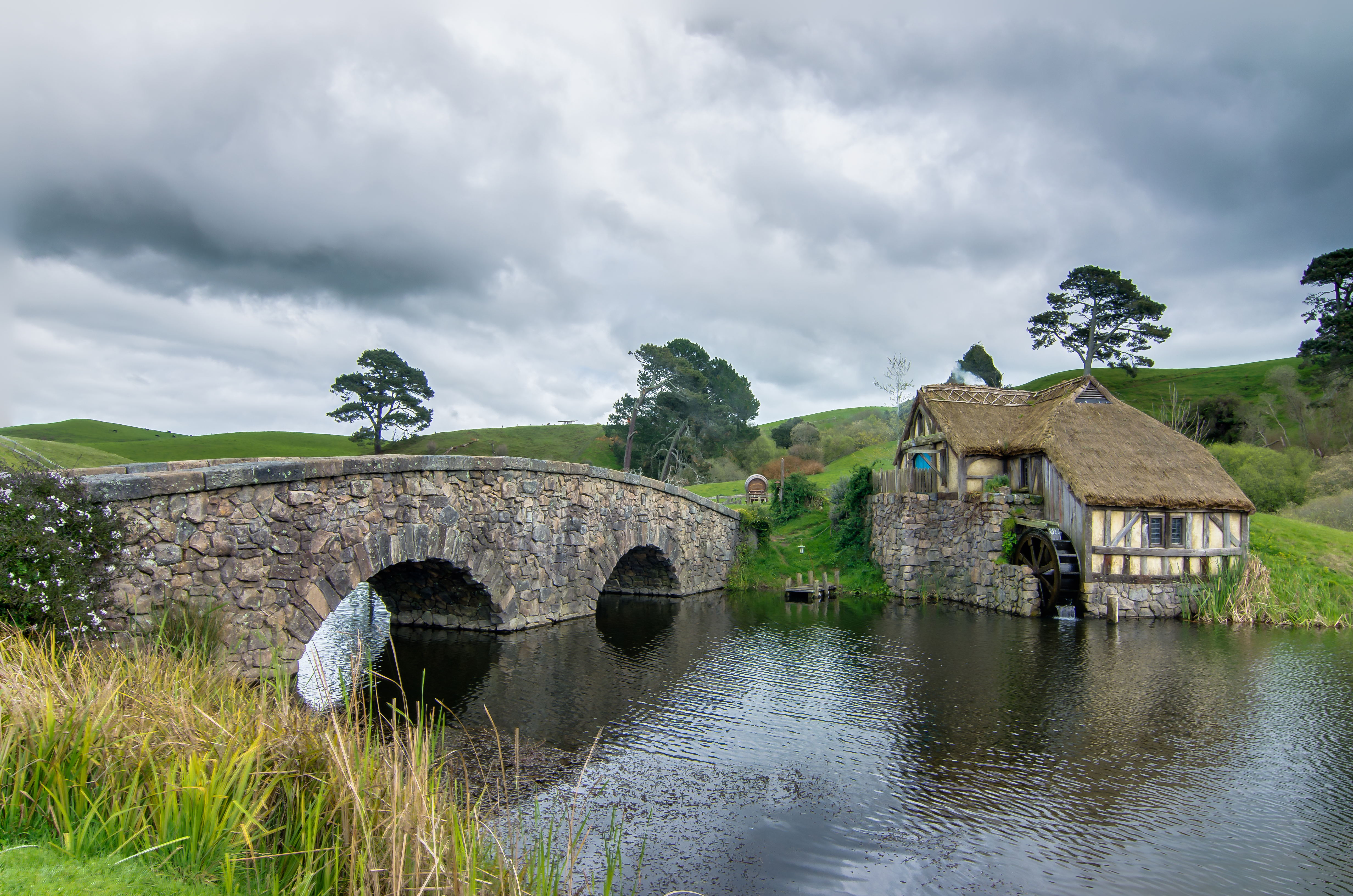
哈比村裡的磨坊和雙拱橋。

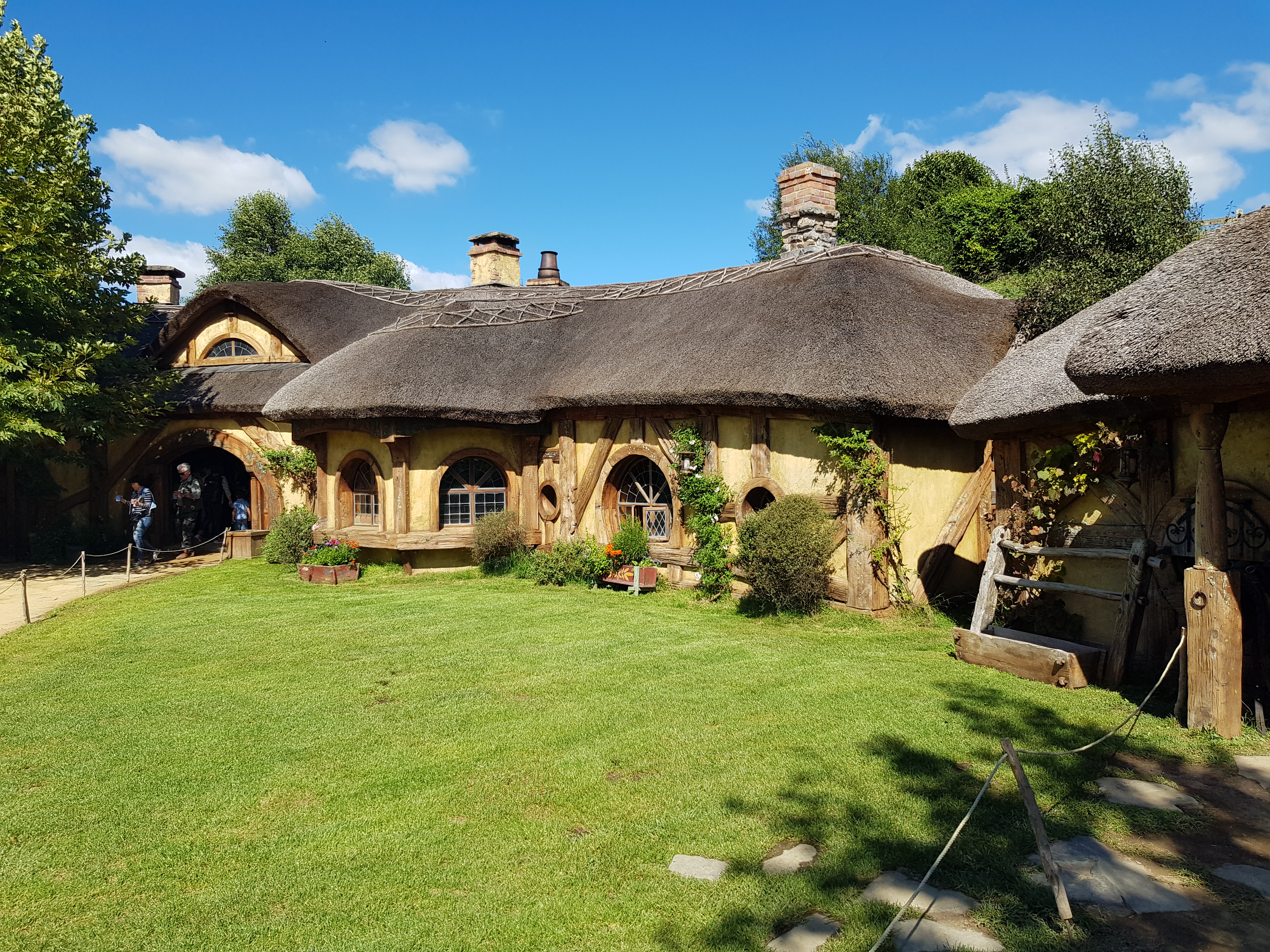
綠龍酒店外景。

1978年亞歷山大家族搬至該地，經營著一個占地約1250英畝的農場。
1998年9月因《魔戒首部曲：魔戒現身》電影開拍，彼得·傑克森與勘景團隊發現坐著飛機尋找適用於拍攝托爾金小說中哈比人的故鄉——夏爾哈比屯的地點，最後發現了亞歷山大的農場，這裡的巨樹和湖泊都與小說裡對描述的哈比屯十分接近。在與地主伊恩·亞歷山大（Ian Alexander）協商之後，電影劇組獲得許可在該處拍攝電影。
布景團隊先依照概念設計師艾倫·李和約翰·豪威的素描插圖建立一個4~5平方米的模型以預覽。而後便在紐西蘭的軍隊協助底下，於1999年3月開始在該地用保麗龍和胶合板材質實地搭建夏爾哈比屯的場景，包括39個臨時的哈比人洞穴，一座磨坊和雙拱橋。美術指導丹·漢納指出這個布景應該要看上去很自然，像是已經存在很久的樣子，如蔬菜和果樹上的水果都要是真實的，而且為此拍攝團隊等了一年之後才正式在該處開拍電影裡的相關鏡頭，以保證所有的人工痕跡都被大自然給抹去。
隨著魔戒電影拍攝結束，哈比屯的相關場景也隨之拆除。但仍留下17個半毀損的塑膠門面，於2002年開放參觀；其門票收入除稅收外，共歸新線影業、亞歷山大家族及原著小說的作者托爾金家族共同擁有。光在《魔戒三部曲：王者再臨》上映的2003年內，就有5萬多名遊客參觀了哈比村。
2009年，因應《哈比人電影系列》的籌備階段，電影美術部門與植物部門花了近兩年的時間在同一地點重新搭建哈比屯，由木材、石頭和磚塊的堅固材質建造，以便永久保存。2011年於該處拍攝了電影裡的比爾博奔出家門及返鄉等場景。
在《哈比人》電影拍攝結束後，該處即作為一個永久的旅遊景點「哈比村」保留下來，開放給來自全球的遊客。
2012年11月，哈比村內的「綠龍酒店」開幕，紐西蘭總理約翰·凱伊與幾位在《哈比人》中飾演矮人的演員皆參與了剪綵儀式。

## 景點
哈比村占地約4.8公頃，共有44個哈比人洞穴；其他相關設施尚有：
- 袋底洞：是哈比村中唯一可允許遊客入內拍攝的哈比人洞穴[4]。其上方的橡樹是該園區裡唯一的人造樹，由鐵和塑膠製成，上面20萬片的塑膠葉產自台灣[18][21]。在小說與電影中是哈比人比爾博和佛羅多的家。
- 宴會樹：是哈比村中最挺拔的大樹，已有100多年的樹齡。在電影裡比爾博於該樹下演說完便戴上魔戒消失。[18]
- 綠龍酒店

## 圖輯

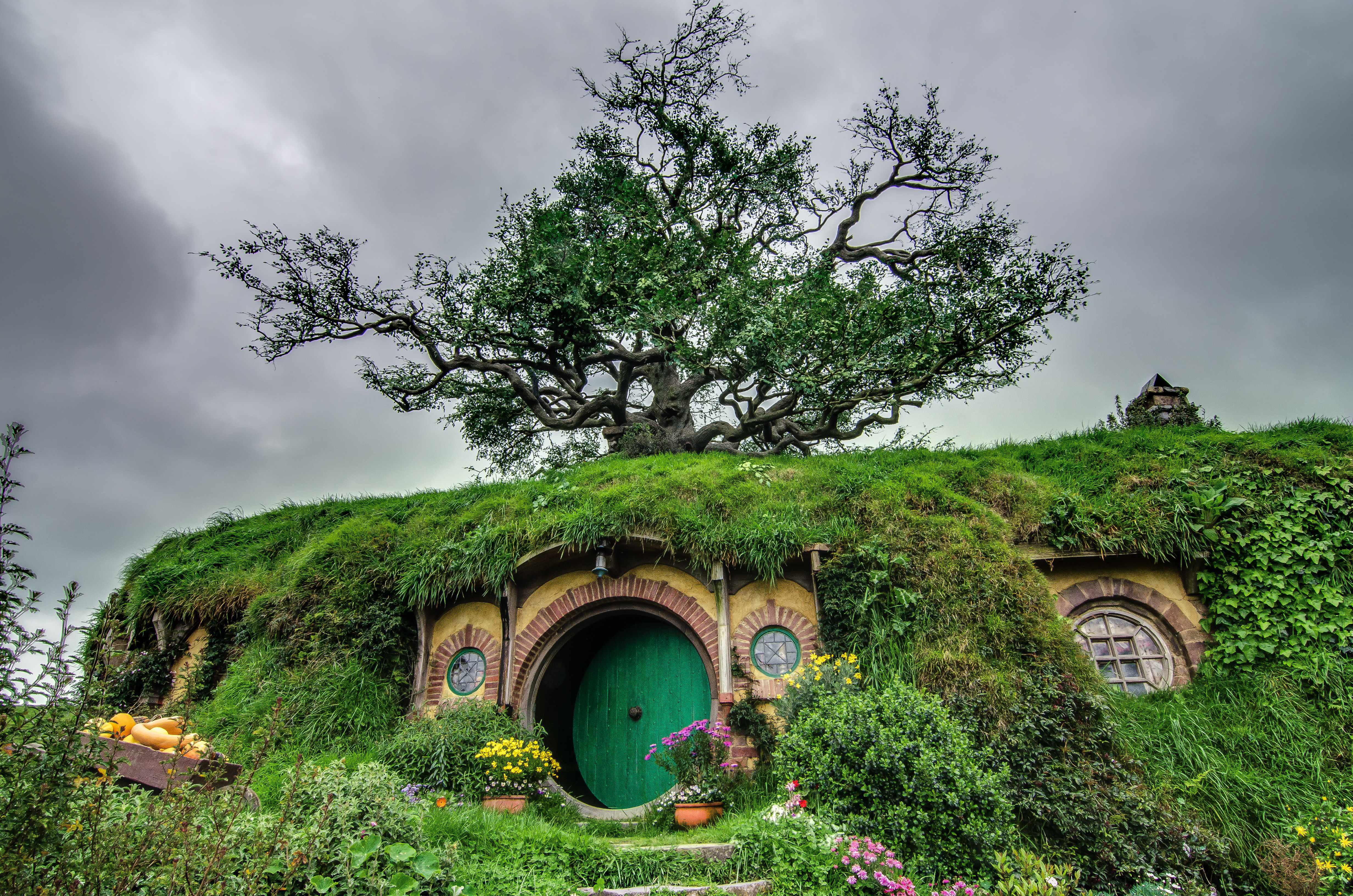
袋底洞外景。
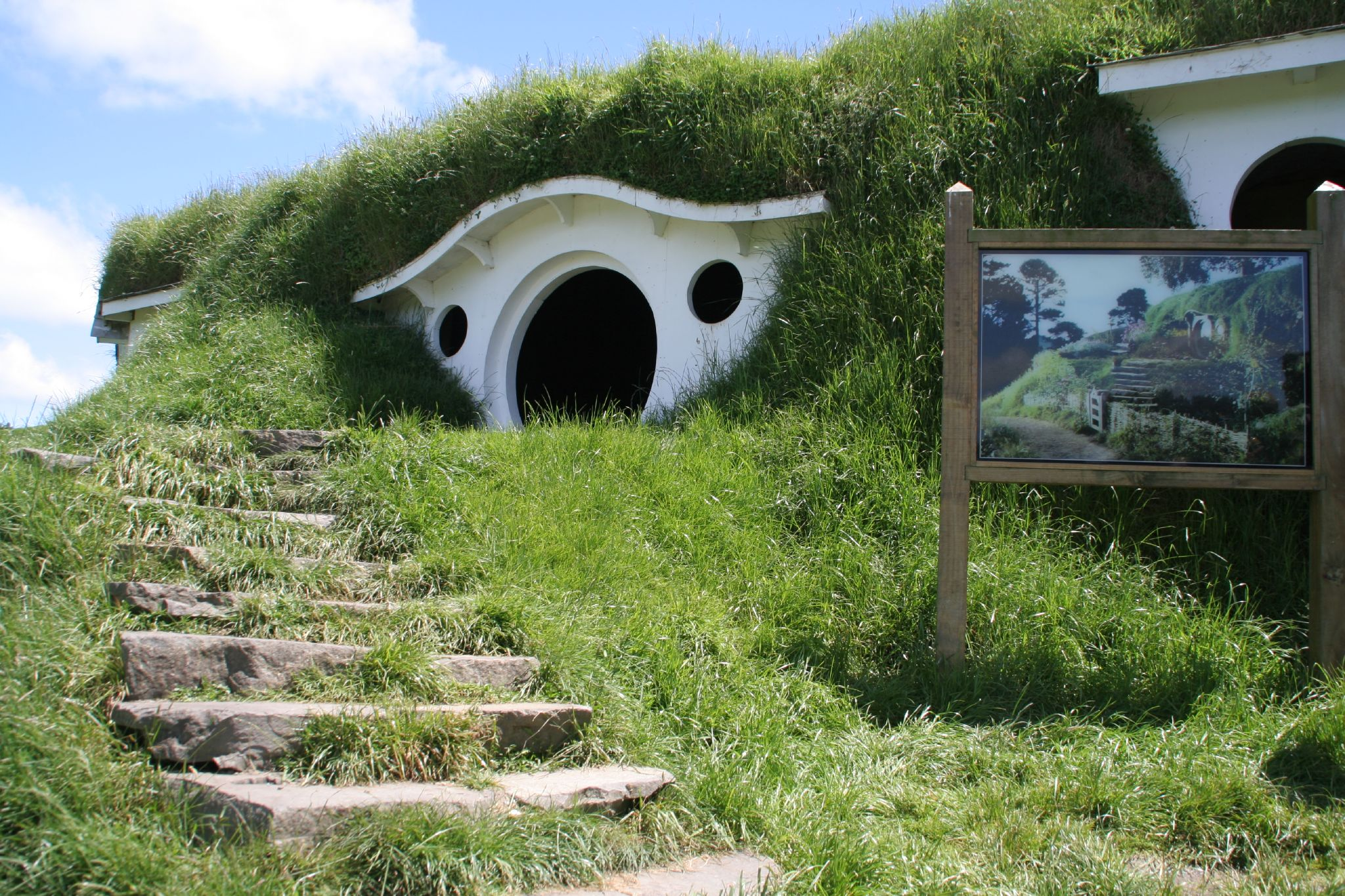
袋底洞在2010年前的外觀。
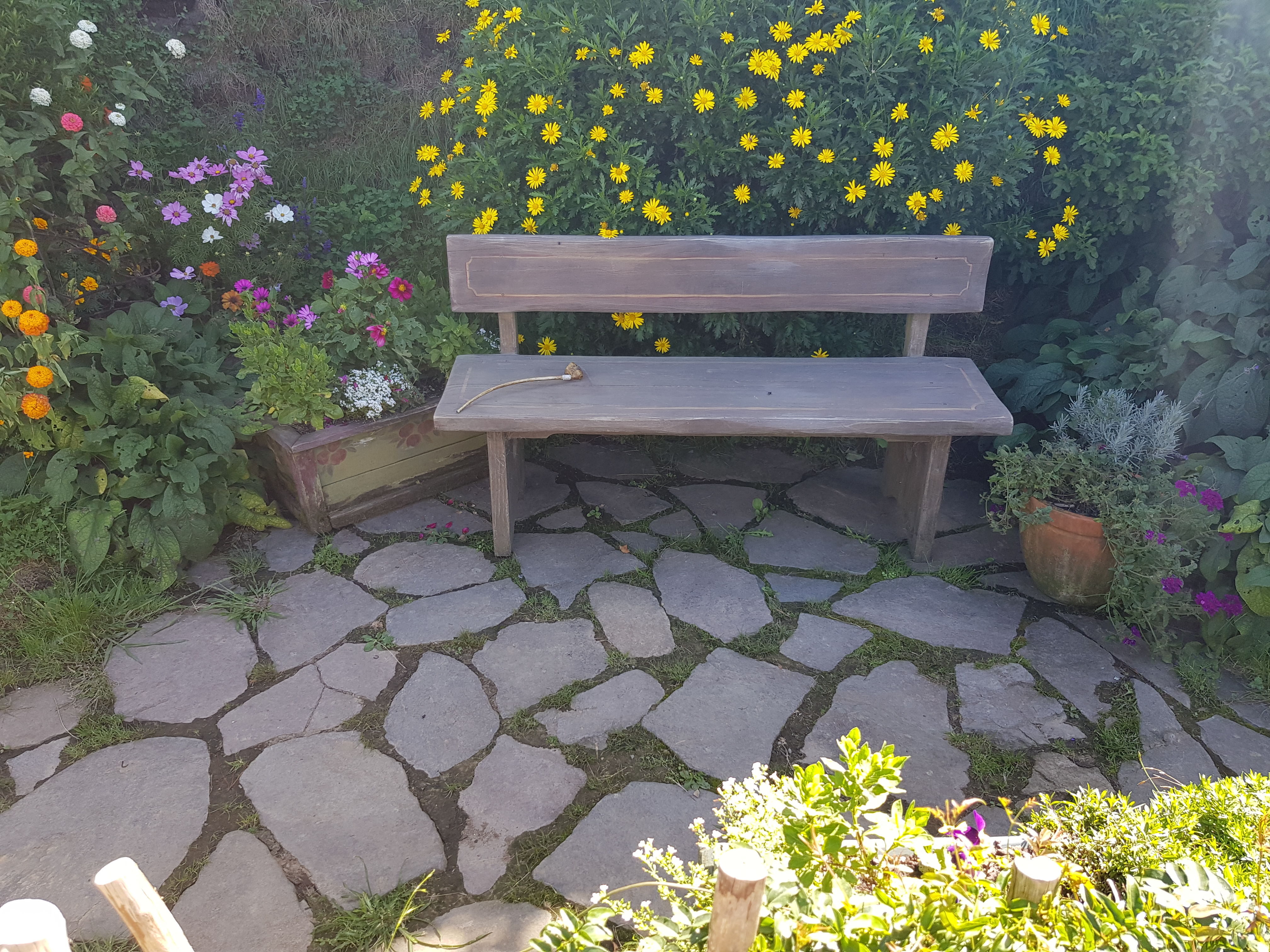
袋底洞外的長椅。
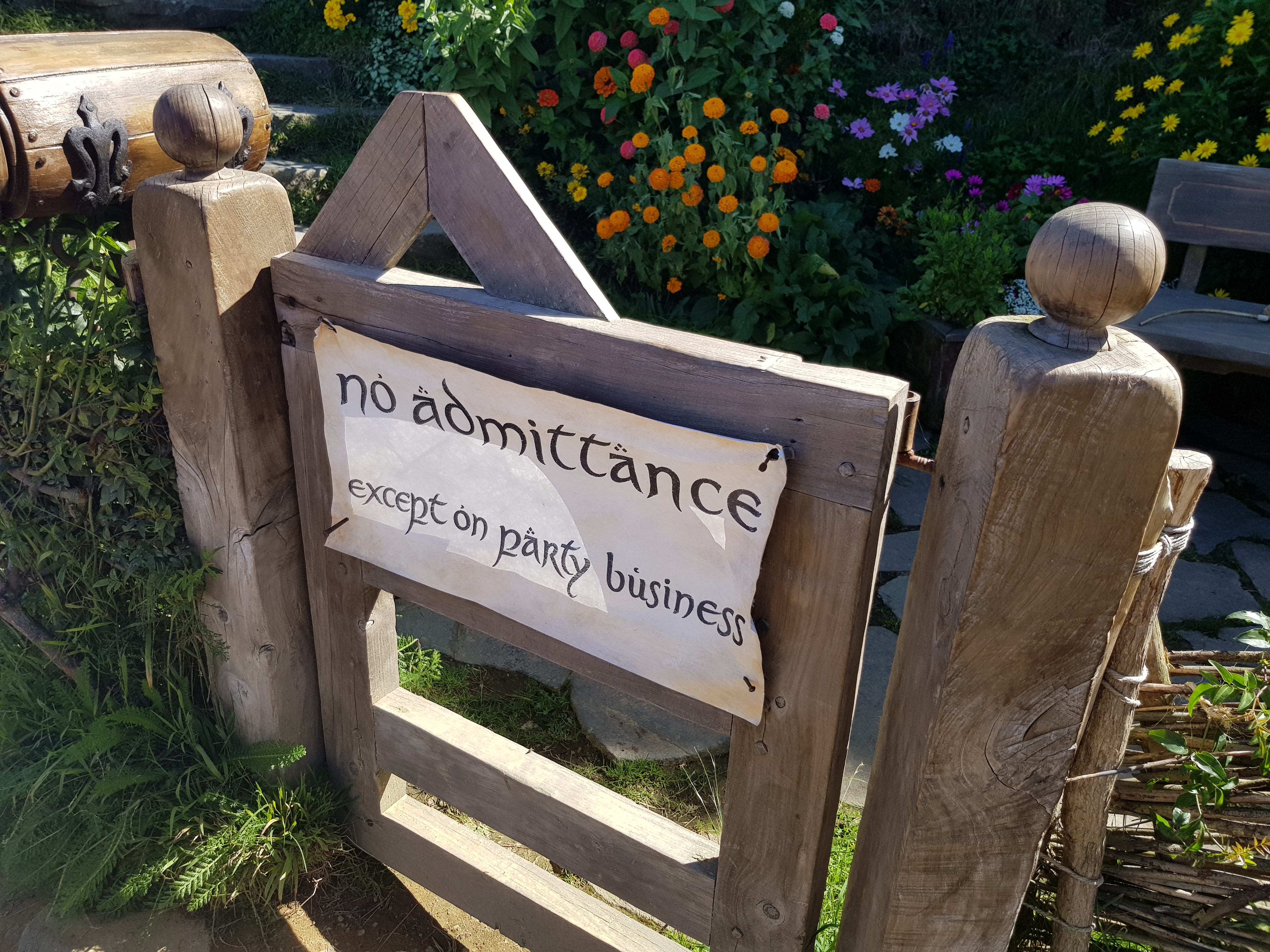
袋底洞外的小門。
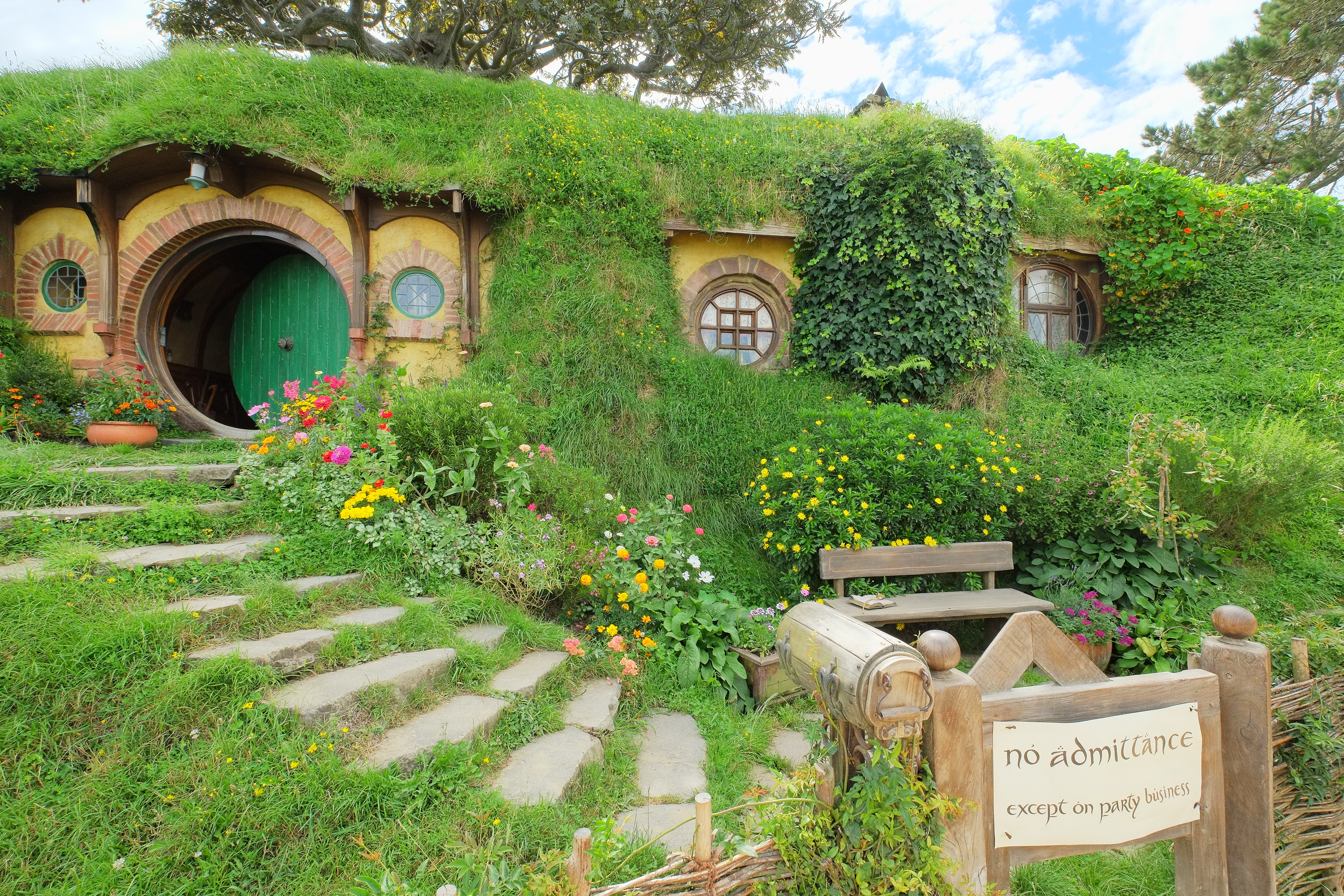
從小門一直到袋底洞綠色大門的景觀。
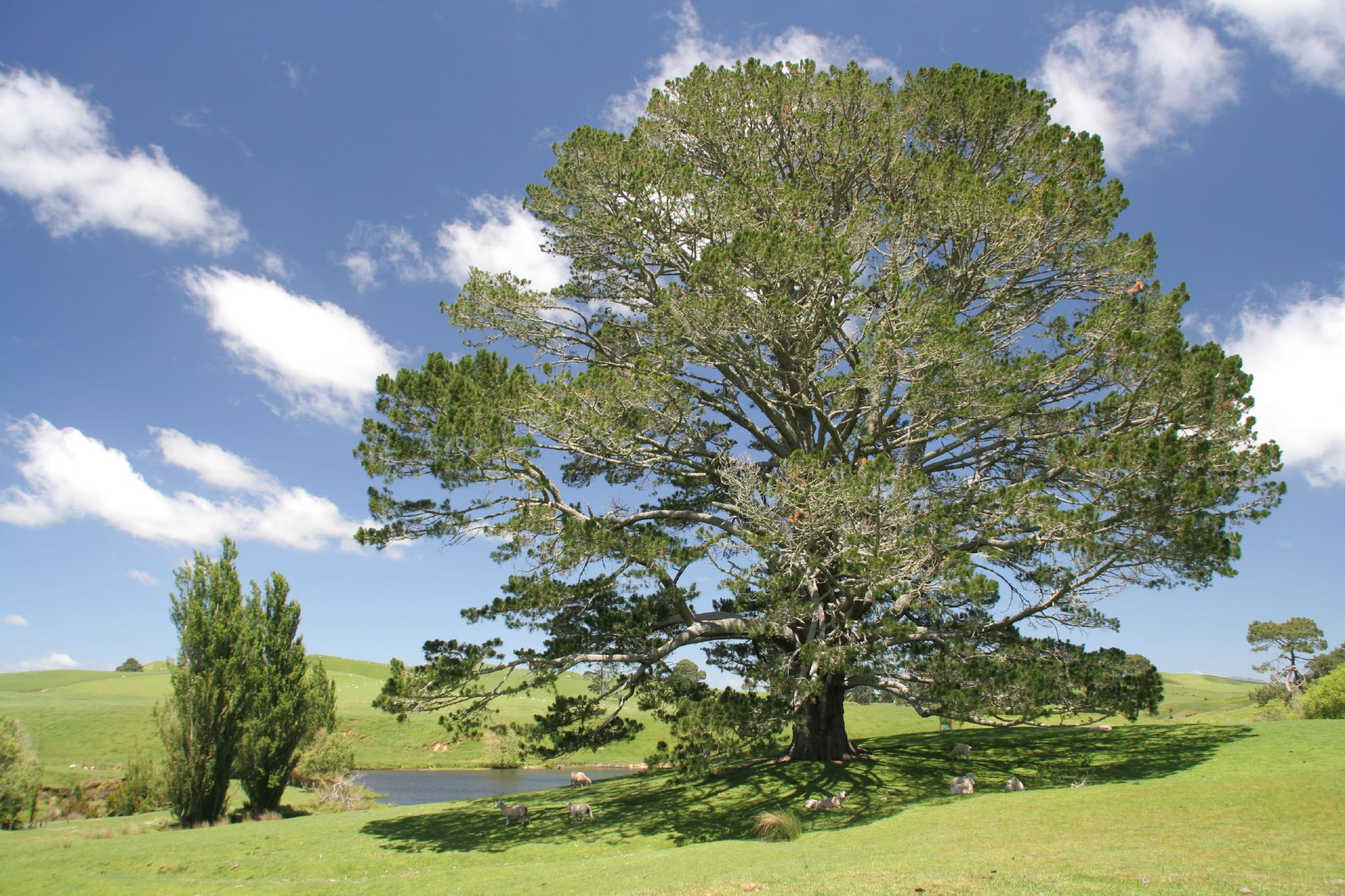
宴會樹。
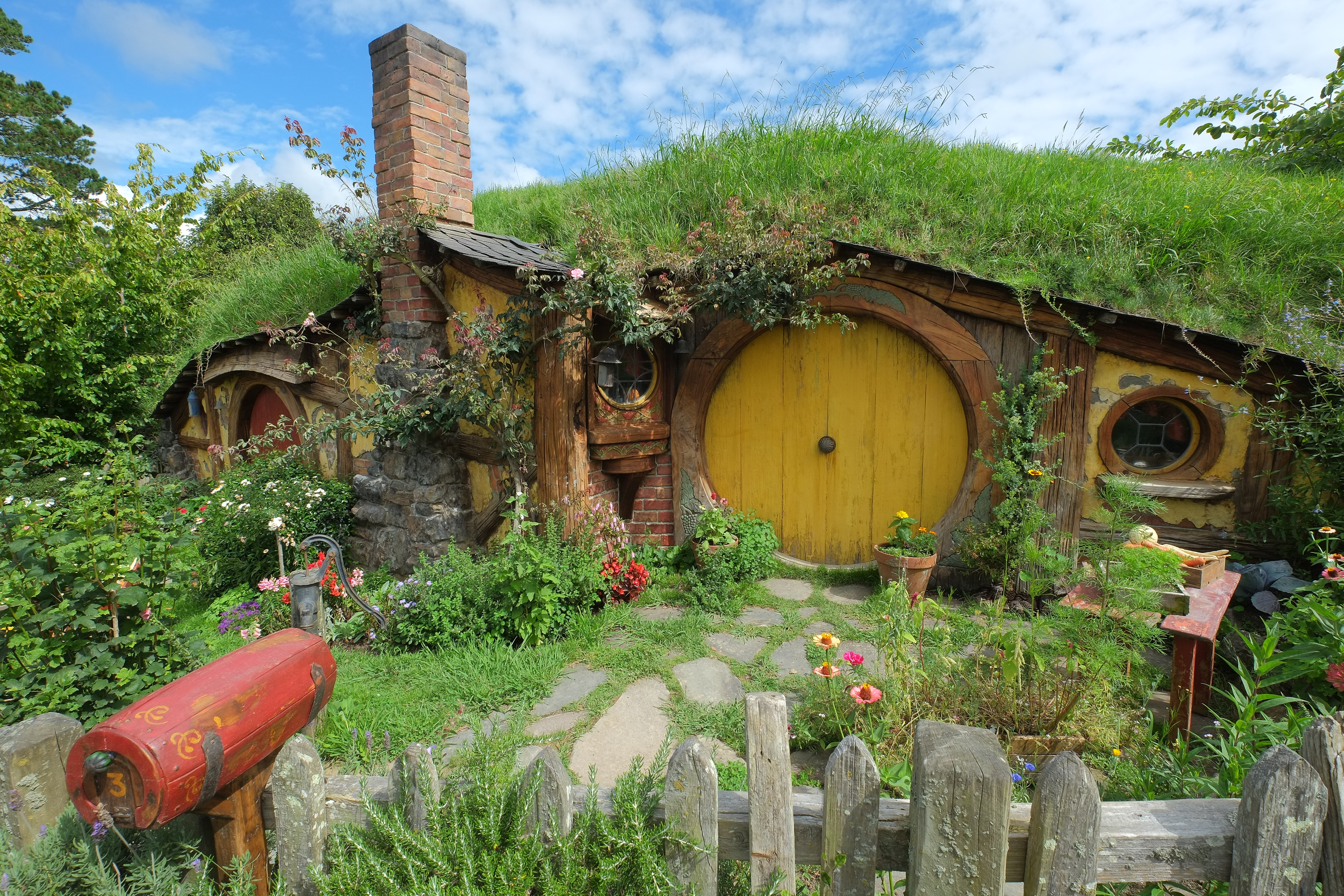
山姆·詹吉的家。
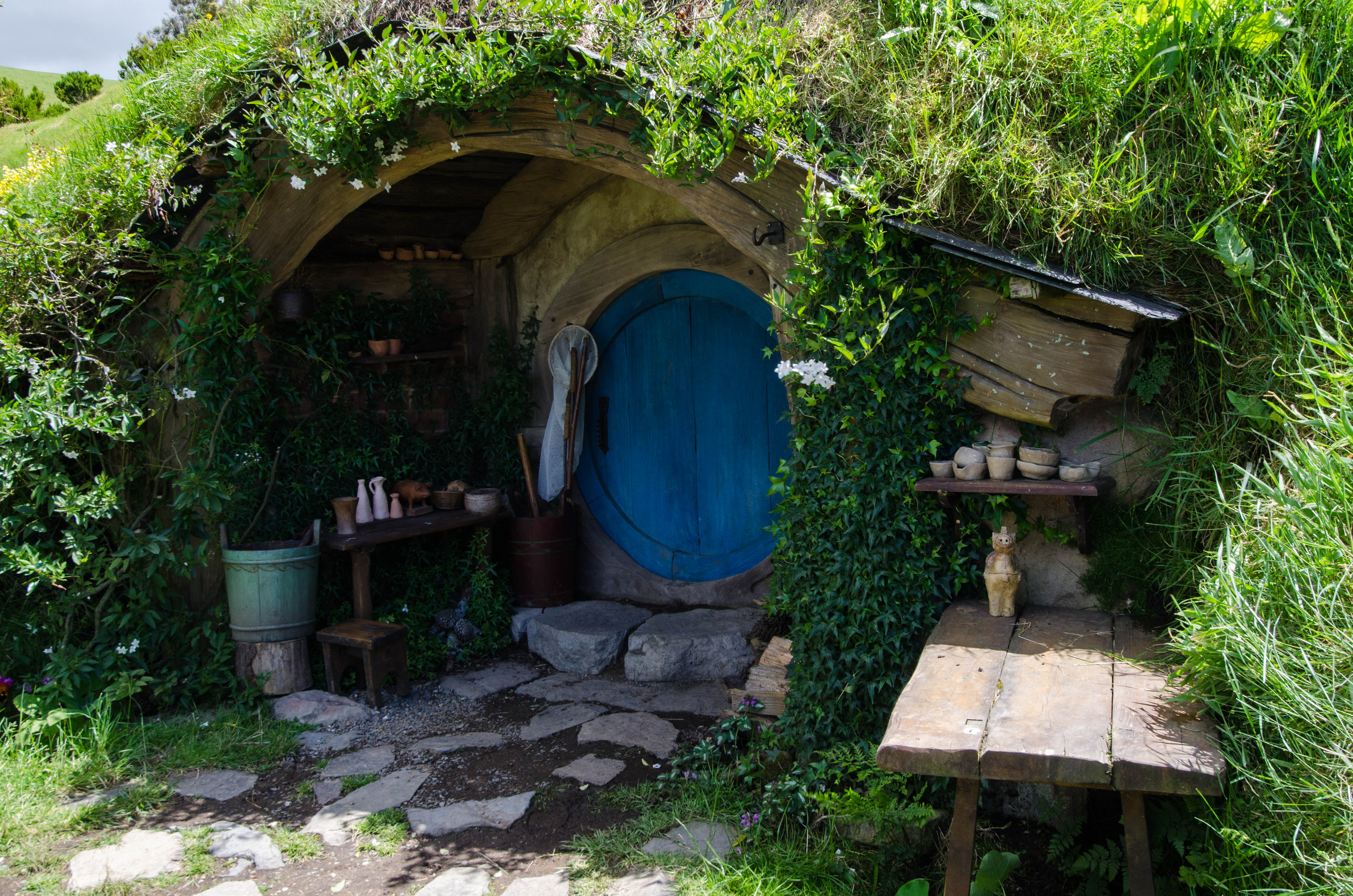
其中一個哈比人洞穴。
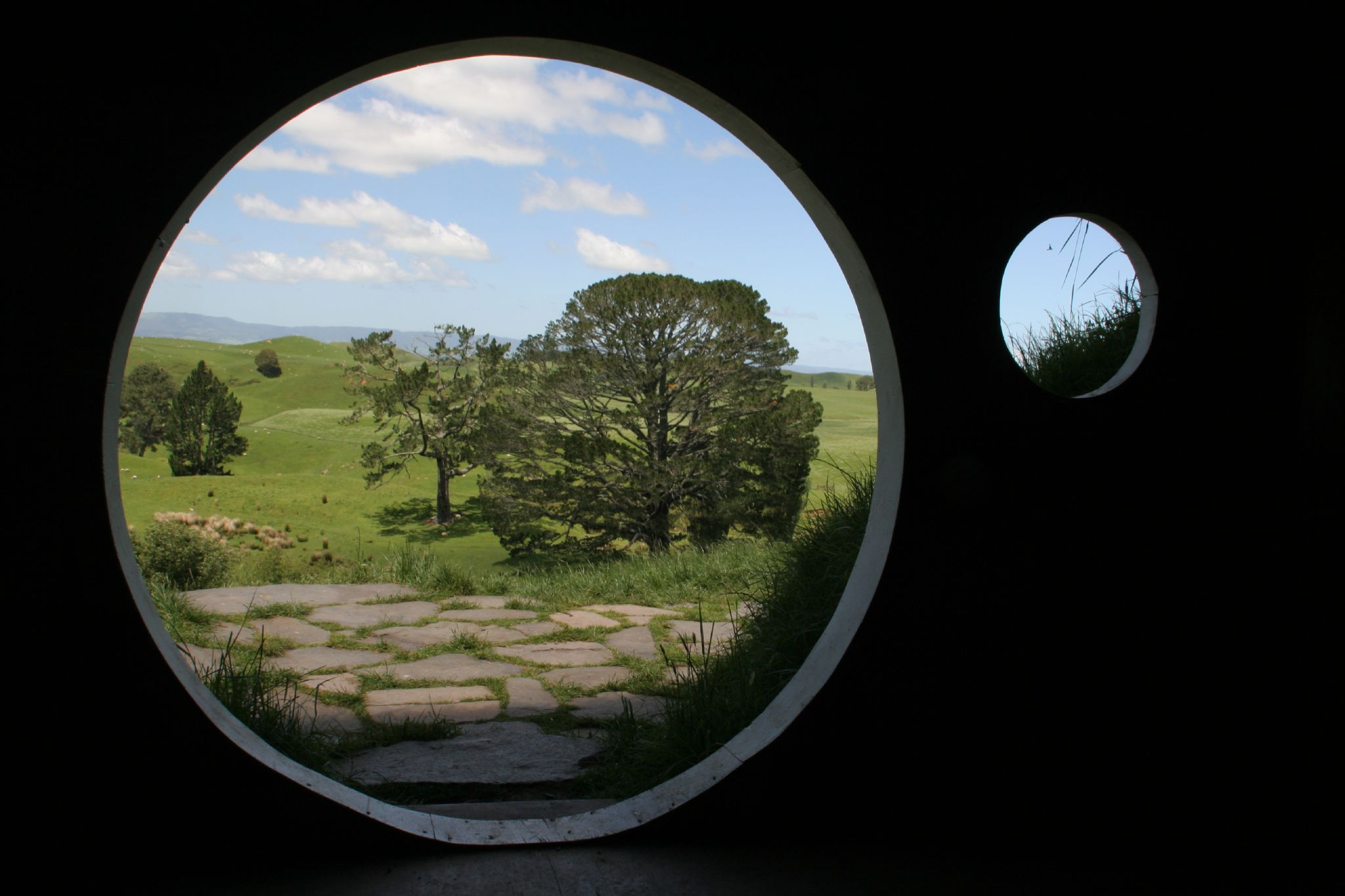
從一個哈比人洞穴內往外看。
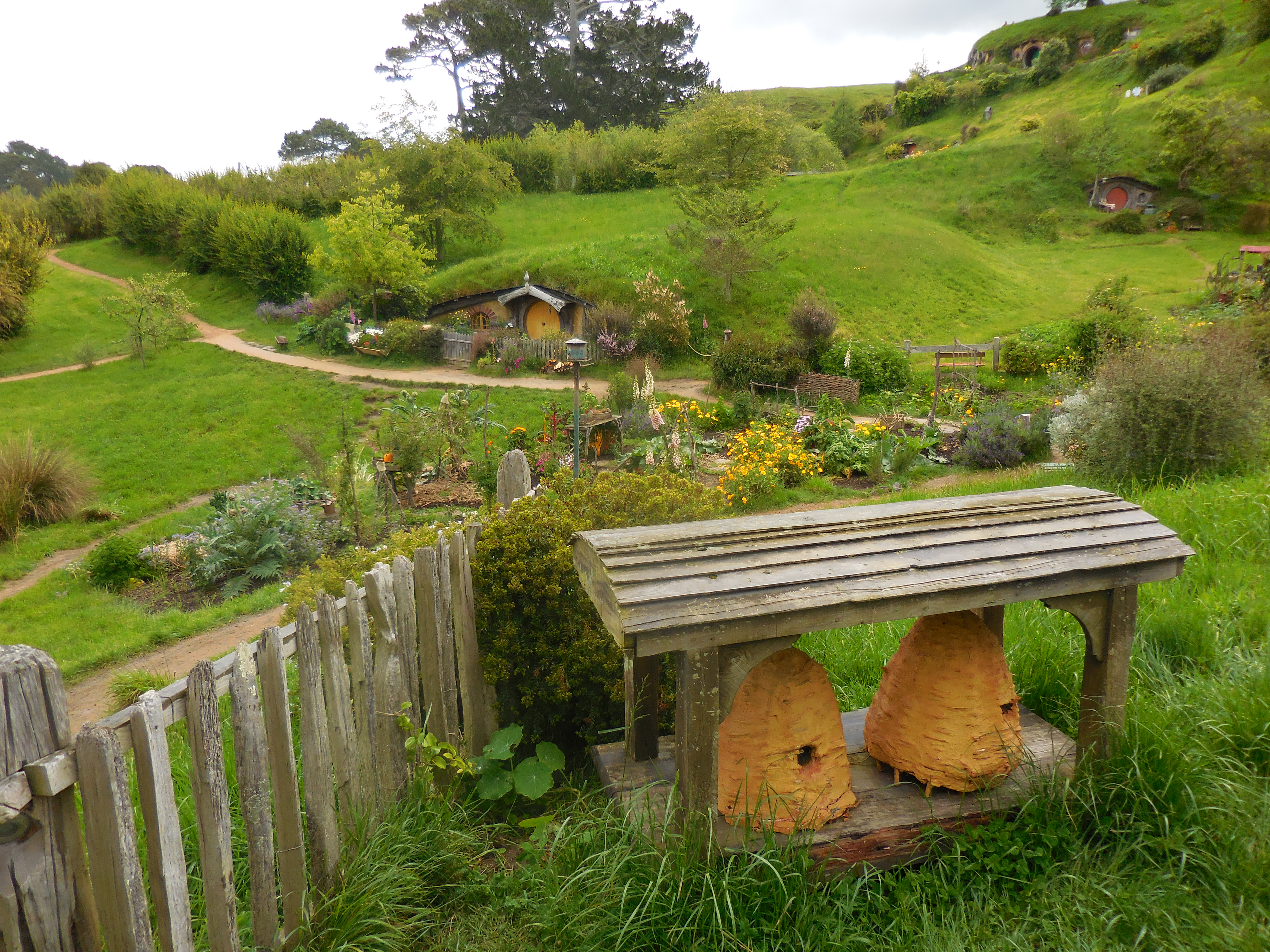
哈比村一角。
哈比村全景。
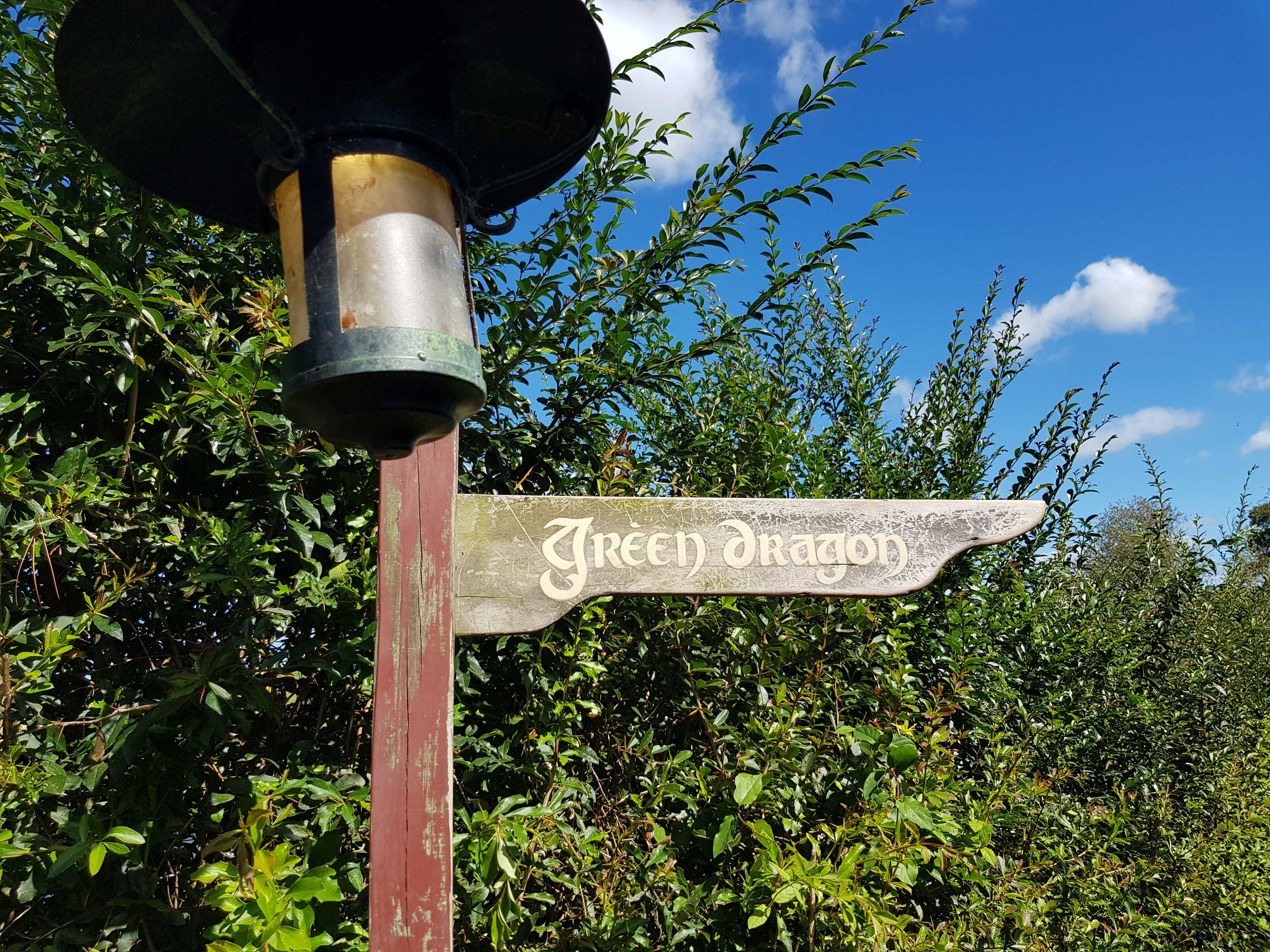
指向綠龍酒店的標示牌。
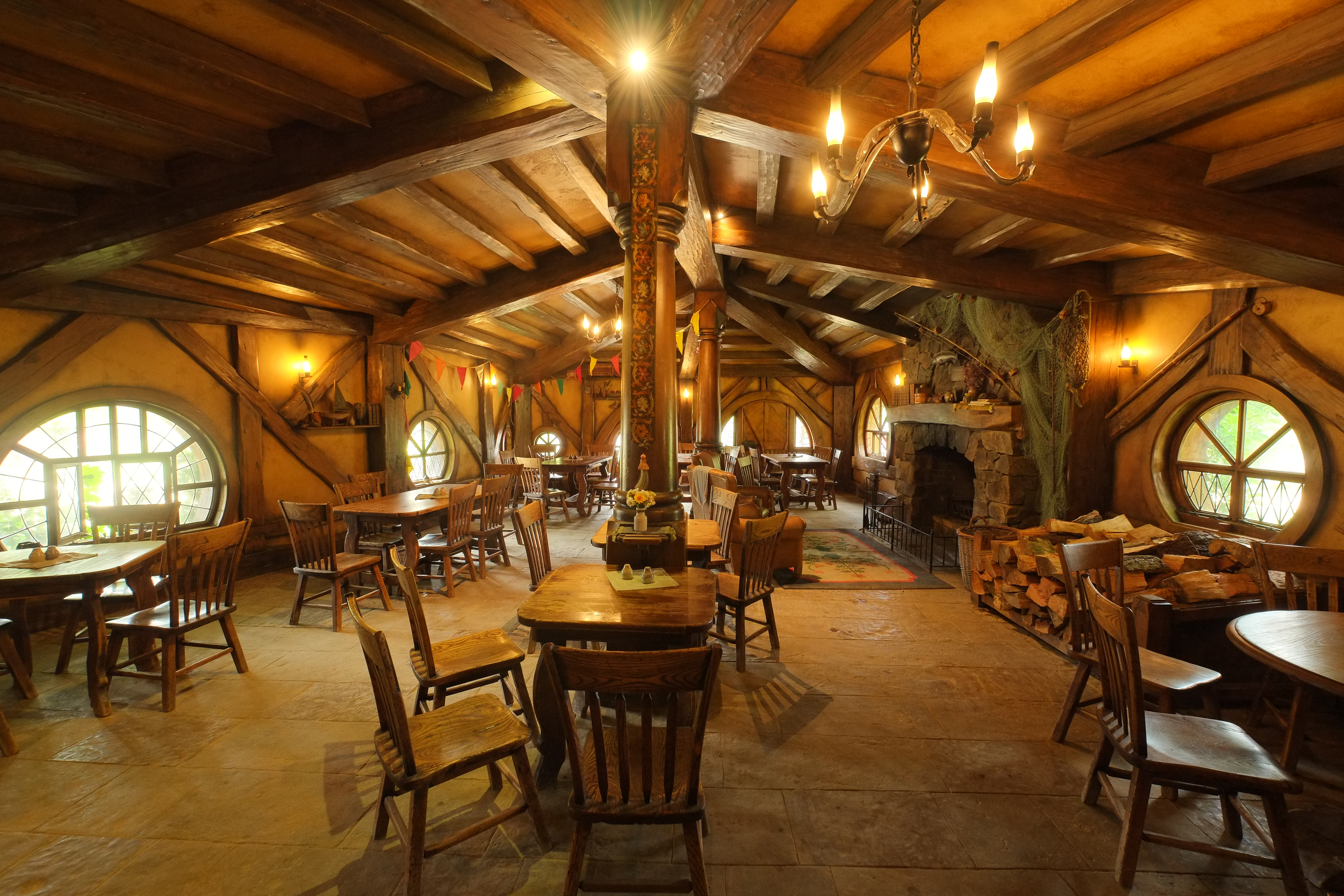
綠龍酒店內景。

## 外部連結
- 官方網站（页面存档备份，存于）（英文）
- Hobbiton Movie Set的Facebook專頁（英文）